# 翔凰丸
翔凰丸（しょうおうまる）は幕末・明治維新期に薩摩藩が保有した軍艦（武装汽船）である。
1864年（元治元年4月）に、薩摩藩が長崎で買い入れたイギリス汽船「ロチウス」が前身だという。
1868年1月19日（慶応3年12月25日）の江戸薩摩藩邸の焼討事件の際、相楽総三ら一部関係者の避難に用いられた。旧幕府海軍の「咸臨丸」、「回天」が「翔凰丸」を追跡したが、前者は帆船となっていたため脱落した。「翔凰丸」は28発被弾するも、最終的に観音崎付近で「回天」を振り切り、伊豆子浦港での応急修理後、慶応4年1月2日に兵庫沖に着いた。
このとき大砲を用いたが、1発ずつ撃ったのみで4門とも故障したという。ただし2発が回天丸に命中した。
鳥羽・伏見の戦いが起こると兵庫港封鎖部隊が移動し、その隙に同地の薩摩艦「春日丸」、「翔凰丸」、「平運丸」は脱出を図った。「翔凰丸」は「春日丸」に曳航されたが、「春日丸」は「平運丸」と衝突し舵輪を損傷した。「春日丸」と「翔凰丸」は「開陽」に捕捉され、「春日丸」は「翔凰丸」を分離して「開陽」と交戦。一方、「翔凰丸」は阿波由岐浦で座礁し、焼かれた。この海戦は阿波沖海戦という。
焼かれた「翔凰丸」は「開陽」に発見されたが、その艦長だった榎本武揚らは薩摩の飛脚船「平運丸」と見誤ったという。
書籍にはたびたび 『翔鳳丸』と記される。

## 要目
- 461トン[1]
- 大砲4門[5]
- 速力7ノット[7]